# NGC 3101
NGC 3101 ist eine Spiralgalaxie vom Hubble-Typ Sa im Sternbild Sextant südlich der Ekliptik. Sie ist schätzungsweise 248 Millionen Lichtjahre von der Milchstraße entfernt und hat einen Durchmesser von etwa 90.000 Lj.
Im selben Himmelsareal befinden sich u. a. die Galaxien NGC 3086, NGC 3090, NGC 3092, NGC 3093.
Das Objekt wurde am 22. Januar 1865 vom deutschen Astronomen Albert Marth entdeckt.